# 스피키가젤
스피키가젤(학명: Gazella spekei)은 소과 가젤속에 속하는 가젤의 일종이다. 이름은 중앙아프리카의 영국인 개척자인 존 해닝 스피키의 이름에서 유래했다. 몸길이 95~105cm, 몸무게 15~25kg으로 가젤 중에서는 가장 작은 축에 속한다. 몸은 대체적으로 연한 황갈색이며 복부는 흰색이다. 암수 모두 뿔이 있지만 수컷 쪽이 더 큰데, 큰 것은 30cm에 육박한다. 풀, 허브 등을 먹으며 대체로 주행성이다. 5~15마리의 소규모 무리를 지어서 살며, 180일의 임신 기간을 거쳐 1.5kg의 새끼를 낳는다. 소말리아, 에티오피아 등지의 사바나, 수풀 지대와 반사막 지대에 서식한다.